# Polytmus guainumbi
Polytmus guainumbi là một loài chim trong họ Chim ruồi.